# Imelda Staunton
Imelda Staunton (OBE), (Londres, 9 de gener de 1956) és una actriu anglesa.

## Biografia
És filla única. Els seus pares eren immigrants catòlics del Comtat de Mayo a Irlanda. La seva mare tenia un saló de pentinat i el seu pare treballava a la carretera.
Va ser alumna de la Santa Union Catholic School, una escola catòlica per a noies prop de Hampstead Heath. Desenvolupa el seu gust per al teatre en produccions escolars, sobretot interpretant Polly Peachum a The Beggar's Opera

### Teatre
Amb 18 anys, Imelda Staunton entra a la Royal Academy of Dramatic Art amb Alan Rickman, Timothy Spall i Juliet Stevenson. A continuació interpreta moltes peces del repertori anglès. Entra a la Royal Shakespeare Company, tropa de teatre prestigiosa. Interpreta entre d'altres Dorothée una adaptació del El màgic d'Oz L'any 1982, entra al Royal National Theatre.
El seu treball li ha valgut ser premiada dues vegades a un premi Laurence Olivier.
L'octubre de 2011, l'actriu interpreta Mrs Lovett en una adaptació de la comèdia musical Sweeney Todd. L'obra interpretada al Chichester Festival Theatre rep bones crítiques a continuació es transferit a l'Adelphi Theatre.

### Cinema
Apareix per primera vegada al cinema al film de Bill Douglas, Comrades (1986), després l'any 1992 a Els amics de Peter.
Se la pot veure igualment a Molt soroll per a res (1993), Sentit i sensibilitat (1995), Shakespeare in Love (1998), Bright Young Things (2003), Nanny McPhee (2005), Escriure per existir (2007), Hotel Woodstock (2009)... L'any 2005 és premiada amb un BAFTA, un Globus d'Or i una nominació a l'Oscar a la millor actriu per la seva interpretació al film Vera Drake.
L'any 2000 posa la seva veu a Bernadette, una gallina al film stop motion Chicken Run, evasió a la granja de Peter Lord i Nick Park.
L'any 2007 s'uneix al càsting de Harry Potter i fa de sots-secretària d'Estat Dolores Umbridge a Harry Potter i l'Orde del Fènix. Torna amb el seu paper l'any 2010 a Harry Potter i les Relíquies de la Mort - 1a Part.

### Televisió
L'actriu apareix regularment a produccions britàniques, entre d'altres a A Bit of Fry and Laurie, Inspector Barnaby. L'any 2005, ės convidada a la sèrie televisada d'esquetxos Little Britain. De 2010 a 2011 actua a la sèrie Psychoville amb el paper de Grace Andrews. L'any 2011 es pot sentir la seva veu a un episodi de Doctor Who: La noia que esperava.

### Vida privada
Imelda Staunton va conèixer el seu marit Jim Carter als anys 1980 al National Theatre en la producció de la comèdia musical Guys and Dolls Tenen una filla, Bessie, nascuda l'any 1993.

### Cinema

#### Llargmetratges
- 1986: Comrades de Bill Douglas: Betsy Loveless
- 1991: Antonia i Jane (Antonia and Jane) de Beeban Kidron: Jane Hartman
- 1993: Molt soroll per a res de Kenneth Branagh: Margaret
- 1993: Els amics de Peter (Peter's Friends) de Kenneth Branagh: Mary Charleston
- 1996: Sentit i sensibilitat d'Ang Lee: Charlotte Palmer
- 1996: La Nit dels reis de Trevor Nunn: Maria
- 1997: Remember Me? de Nick Hurran: Lorna
- 1999: Shakespeare in Love de John Madden: la governanta
- 2000: Chicken run de Peter Lord: Bernadette (veu)
- 2000: Rat de Steve Barron: Conchita Flynn
- 2003: Mentre hi hagi homes (Crush) de John McKay: Jeanine
- 2003: The Virgin of Liverpool de Lee Donaldson: Sylvia Conlon
- 2004: Vera Drake de Mike Leigh: Vera Drake
- 2005: Nanny McPhee de Kirk Jones: Mrs. Blatherwick
- 2005:  3 & 3 de Savina Dellicour, George Augusto, Phil Dornfeld, Encantat Kumar i Benjamin Ross: Naomi
- 2006: L'Afer CIA de Michael Keusch: l'ambaixadora Cochran
- 2007: Harry Potter i l'Orde del Fènix (Harry Potter and the Order of the Phoenix) de David Yates: Dolores Umbridge
- 2007: Freedom Writers de Richard LaGravenese: Margaret Campbell
- 2009: Taking Woodstock d'Ang Lee: la mare de Tiber
- 2010: White Other de Dan Hartley: Lynne McDermott
- 2010: Alice al país de les meravelles de Tim Burton: Les flors
- 2010: Harry Potter i les relíquies de la Mort: Primera part (Harry Potter and the Deathly Hallows – part 1): Dolores Umbridge
- 2010: Un altre any (Another Year) de Mike Leigh: Janet
- 2011: The Awakening de Nick Murphy: Maud Hill
- 2012: Pirates! (The Pirates! Band of Misfits) de Peter Lord i Jeff Newitt: la reina Victoria (veu)
- 2014: Maleficent de Robert Stromberg: Knotgrass
- 2014: Paddington de Paul King: tia Lucy (veu)
- 2014: Orgull de Matthew Warchus: Hefina Headon
- 2017: Paddington 2 de Paul King: tia Lucy (veu)
- 2017: Ballant la vida de Richard Loncraine: Sandra
- 2019: Maleficent: Mistress of Evil de Knotgrass

### Televisió

#### Telefilms
- 1995: Ciutadà X de Chris Gerolmo: Mme Burakova
- 1999: David Copperfield de Simon Curtis: Mrs. Micawber
- 2012: The Girl de Julian Jarrold: Alma Reville

#### Sèries de televisió
- 1999: Inspector Barnaby: Christine Tallar (temporada 2, episodi 3)
- 2005: Fingersmith (mini-sèrie): Madame Sucksby

## Premis i nominacions

### Premis
- Premis del Cinema Europeu 2005: actriu europea de l'any per a Vera Drake
- Mostra de Venècia 2004: Copa Volpi per la millor interpretació femenina per a Vera Drake
- Premis British Academy Film 2005: millor actriu per a Vera Drake
- Globus d'Or 2005: millor actriu a un drama per a Vera Drake
- British Independent Film Awards 2014: Millor actriu a un segon paper per a Orgull

### Nominacions
- Oscars 2005: millor actriu per a Vera Drake
- Premis British Academy Television 2013: millor actriu a un segon paper per a The Girl